# Paul de Schlözer
Paul de Schlözer   (1841 - 1 de juliol de 1898) fou un pianista polonès i professor d'ascendència alemanya. Possiblement també va ser un compositor, però les dues úniques obres que se li atribueixen poden haver estat escrites pel compositor polonès Moritz Moszkowski.
Se sap molt poc sobre la seva vida. Es va convertir en l'acompanyant del piano a Pablo de Sarasate i al seu propi germà, el violinista Teodor (Fyodor) de Schlözer. El 1879 va ensenyar a l'Institut de Música de Varsòvia, on va succeir a Juliusz Janotha. Ignacy Jan Paderewski el menciona a les seves cartes, a vegades escarnint referències com "Mr. Paul" i "Pablito". Al voltant de 1892 es va convertir en professor al Conservatori de Moscou, on el seu alumne més important va ser l'historiador musical Leonid Sabaneyev. El 3 de febrer de 1894, va interpretar la sonata per a Cello de Chopin, amb el violoncel·lista txec Hanuš Wihan, al Conservatori.
La seva neboda Tatiana Fyodorovna Schlözer es va convertir en la segona esposa d'Alexander Scriabin. El seu nebot, el germà de Tatiana, va ser el crític musical Boris de Schlözer.

## Polèmica
És desconegut com a compositor, tret de dos estudis, Op. 1, per a piano. L'afirmació feta en materials de referència - que Serguei Rakhmàninov utilitzava l'Étude No. 2 en A-flat com a exercici diari d'escalfament - també pot no ser del tot exacta (una font es refereix a aquesta història com a llegenda). Hi ha diversos enregistraments de l'estudi fàcilment disponibles, com Jorge Bolet i Stephen Hough. També hi ha una famosa gravació de 1933 per Eileen Joyce. El primer enregistrament, del 1907, va ser de l'alumna de Franz Liszt, Vera Timànova.
Alguns historiadors creuen que de Schlözer no va ser en cap cas el compositor d'aquests estudis i, atès el seu virtuosisme, és molt intrigant per què mai va aparèixer res de la seva ploma o per què no va obtenir cap mena de reconeixement com a gran pianista. La història explica que van ser escrites realment per Moszkowski, que va perdre el manuscrit a mans Schlözer en un joc de cartes, que els va publicar com a obres pròpies. Les semblances entre l'Étude n ° 2 de Schlözer i l'11è dels 15 Études de Virtuosité de Moszkowski, op. 72, també a A-flat, criden l'atenció. Tot i això, pot ser que aquestes semblances donessin lloc a la llegenda que Moszkowski va escriure les peces de Schlözer.